# بیلاگرام
بیلاگرام (به لاتین: Billagram) یک روستا در بنگلادش است که در استان باریسال و در ناحیه باریسال واقع شده است.